# Chrysozephyrus triloka
Chrysozephyrus triloka is een vlinder uit de familie van de Lycaenidae. De wetenschappelijke naam van de soort is voor het eerst geldig gepubliceerd in 1910 door Hannyngton.